# Betty von Bocklet-Freiheim
Betty von Bocklet-Freiheim, auch Bara von Bocklet-Freiheim (* 23. September 1837 als Barbara Franziska von Bocklet in Wien; † 30. Mai 1901 ebenda) war eine österreichische Schauspielerin und Schauspiellehrerin.

## Leben
Sie war Tochter des Musikers Carl Maria von Bocklet, Schülerin von Caesarine Kupfer-Gomansky und Freundin Josefine Gallmeyers. Als Schauspielerin war sie an verschiedenen Bühnen engagiert, unter anderem 1879 in Graz und am Wiener Carltheater. Ab 1887 wirkte sie als Schauspiellehrerin in einem eigenen Institut in Wien.
Seit 15. Oktober 1877 war sie mit Heinrich Freiheim (1855–1923), einem Südbahnbeamten und Freund Peter Roseggers, verheiratet. Sie brachte zwei Töchter, Luise und Josefine, in die Ehe ein. Josefine betreute nach dem Tod der Mutter ihren Stiefvater und heiratete diesen schließlich, um ihre Versorgung zu sichern.